# Tančík vz. 33
O Tančík vz. 33 (em tcheco/checo:  Tanquete modelo 33) foi um tanquete projetado pela Tchecoslováquia usado principalmente pela Eslováquia durante a Segunda Guerra Mundial. Setenta e quatro foram construídos. Os alemães capturaram quarenta quando ocuparam a Boêmia-Morávia em março de 1939; não há registro de seu uso. A República Eslovaca herdou trinta ao mesmo tempo quando declarou independência da Tchecoslováquia. No serviço eslovaco, ele só entrou em combate durante a Revolta Nacional Eslovaca.

## Descrição
O Tančík vz. 33 era montado a partir de uma estrutura de vigas de aço "ferro angular", às quais placas de blindagem eram rebitadas. O piloto sentava-se no lado direito usando uma janela de observação de 300 mm × 125 mm protegida por 50 milímetros de vidro à prova de balas e um obturador blindado que tinha uma fenda de 2 mm. O artilheiro sentava-se à esquerda e tinha uma janela de visão semelhante com metade do tamanho da do motorista. Sua metralhadora ZB vz. 26 era montada em uma montagem esférica diretamente na frente dele. Havia janelas de visão semelhantes nas laterais e na traseira. A metralhadora do piloto era fixada e ele disparava usando um cabo Bowden; 2.600 cartuchos eram armazenados para as metralhadoras.
A blindagem frontal tinha 12 mm de espessura, as laterais tinham uma espessura de 8 mm, a parte superior tinha 6 mm de espessura e as placas inferiores tinham 6 mm de espessura. Isso era considerado suficiente para desviar balas perfurantes de 7,92 mm disparadas de distâncias maiores que 125 metros da frente e 185 metros das laterais. Ambas deveriam suportar balas comuns de mais de 50 metros.
O motor Praga de 1,95 litro, refrigerado a água, 30 cavalos de potência e 4 cilindros em linha ficava no compartimento de combate. Ele tinha uma velocidade máxima na estrada de 35 km/h. Um tanque de combustível de 50 litros era localizado à esquerda do motor. A transmissão tinha quatro marchas à frente e uma marcha à ré. Transmissão, engrenagem de redução, diferencial, eixos de transmissão e freios foram todos retirados do caminhão Praga AN.
A suspensão era uma versão modificada daquela usada nos tanquetes Carden-Loyd. Consistia em duas pequenas rodas de estrada presas juntas em uma estrutura, duas estruturas pareadas e suspensas por molas de lâmina que formavam um suporte de roda, um suporte de roda por lado. A lagarta era guiada por estruturas de madeira revestidas de metal. Ele tinha uma pressão no solo de apenas 0,5 kg/cm2. O veículo podia atravessar uma vala de 1,2 m de largura, escalar um obstáculo de 0,5 metro de altura e vadear um riacho de 0,4 metro de profundidade.

## Desenvolvimento
O Exército Tchecoslovaco comprou três tanquetes Carden-Loyd e uma licença de produção para eles em 1930, com a Českomoravská Kolben-Daněk construindo quatro cópias naquele mesmo ano como protótipos para pedidos futuros. Os Carden-Loyd foram avaliados durante as manobras de outono e revelaram vários problemas: as tripulações tinham visão muito ruim através das fendas estreitas, a metralhadora tinha um campo de tiro muito estreito e os tripulantes tinham dificuldade de se comunicar. Além disso, eles eram lentos, com pouca potência e frequentemente quebravam. Um dos protótipos P-1 foi reconstruído para resolver esses problemas com janelas de visão adicionais em todas as direções, armazenamento interno de munição e o campo de tiro da metralhadora aumentou para 60°. Foi extensivamente testado durante 1931-1932 e algumas outras mudanças foram feitas como resultado. A blindagem foi aumentada de 6 para 8 mm e de 9 para 12 mm e uma metralhadora fixa foi adicionada para o piloto. Dois dos outros protótipos foram reconstruídos para o mesmo padrão; todos os três foram oficialmente aceitos pelo Exército em 17 de outubro de 1933. O outro protótipo foi dado ao Xá do Irã. O pedido de setenta foi feito em 19 de abril de 1933, todos sendo entregues em outubro de 1934.

## Histórico operacional

### Tchecoslováquia
As manobras de outono de 1934 validaram as dúvidas de muitos no Exército. O artilheiro tinha problemas para segurar sua arma em velocidades acima de 10 quilômetros por hora e não conseguia posicioná-la corretamente. O piloto não conseguia usar sua metralhadora além de dirigir o veículo. O veículo tinha problemas para negociar o terreno e se mostrou inadequado para reconhecimento porque, enquanto "abotoado", a tripulação só conseguia ver a estrada à frente deles. A falta de um rádio tornava impossível a coordenação entre os veículos em um pelotão ou formação de tamanho maior.
Embora usados como substitutos para os tanques leves ainda não em serviço durante 1934-1936, o Exército decidiu organizá-los em pelotões de três veículos e os designou para apoiar unidades nas áreas de fronteira. Esses pelotões foram muito usados para reprimir os protestos e a violência instigados pelo Partido Alemão dos Sudetas de Konrad Henlein (Sudetendeutsche Partei - SdP) e os Sudetendeutsche Freikorps (grupos paramilitares treinados na Alemanha por instrutores da SS) entre maio e outubro de 1938. Eles também foram usados para repelir cruzadores de fronteira húngaros e poloneses, às vezes com força de até um batalhão. Eles ajudaram a proteger a infantaria quando eles tiveram que evacuar o sul da Eslováquia após a Primeira Arbitragem de Viena em 2 de novembro de 1938.

### Alemanha
Os alemães capturaram quarenta Tančík vz. 33 quando ocuparam a Tchecoslováquia, mas não há registros de seu uso, então eles foram presumivelmente rapidamente descartados ou relegados a tarefas de treinamento.

### Eslováquia
Os trinta Tančík vz. 33 formaram um pelotão no Batalhão Blindado "Martin" formado pelo Exército Eslovaco em meados de 1939, mas foram relegados a tarefas de treinamento durante 1940. Eles foram usados pelos insurgentes quando a Revolta Nacional Eslovaca começou em setembro de 1944, mas pouco se sabe sobre suas atividades.